# Brendan Starszy
Brendan Starszy, również Brendan (Brénainn), opat z Biror, irl. Brenainn (ur. ok. 500, zm. ok. 571) – irlandzki mnich i opat w Biror (Birra, Birr), święty Kościoła katolickiego, jeden z 12. apostołów Irlandii.
Przydomek Starszy uzyskał w celu odróżnienia go od św. Brendana Żeglarza (zm. ok. 580), któremu był współczesny. Zgodnie z jednym z podań, to właśnie on, nie Brendan Żeglarz, został wyznaczony do odnalezienia Ziemi Obiecanej, lecz stan zdrowia nie pozwolił mu na odbycie tej podróży.
Był uczniem i przyjacielem Kolumbana z Iony (zm. 597). Zgodnie z legendą, Kolumban zobaczył wizję śmierci Brendana i odprawił mszę żałobną za niego na wiele dni przed potwierdzeniem informacji o śmierci.
Brał udział w synodzie w Munster (irl. Vest-Munster-synoden lub  Macc Ardaes synode), na którym starał się uzgodnić sporną sprawę święcenia Wielkanocy.
Jego wspomnienie liturgiczne obchodzone jest 29 listopada.